# Diocesi di Hormizd Ardashir

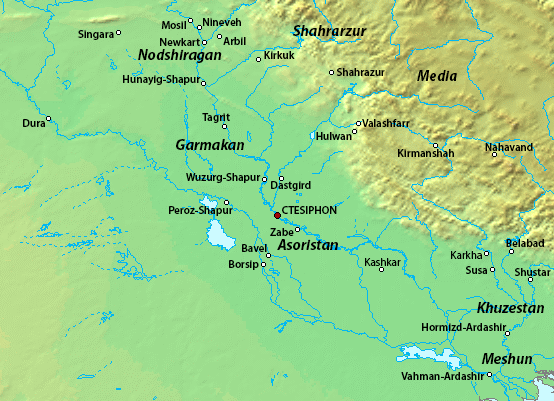
Mappa della Mesopotamia in epoca sasanide; a sud-est l'indicazione della provincia persiana del Khūzestān e della città di Hormizd Ardashir.

La diocesi di Hormizd Ardashir è un'antica sede della Chiesa d'Oriente, suffraganea dell'arcidiocesi di Beth Lapat, attestata dal IV all'XI secolo.

## Storia
Hormizd Ardashir, corrispondente all'odierna città iraniana di Ahvaz, fu un'importante città commerciale della provincia persiana del Khūzestān (o Huzistan), nota in siriaco come Beth Huzaye e corrispondente all'incirca alla moderna regione di Ilam (o Elam).
Poco si conosce dell'origine del cristianesimo in Hormizd Ardashir. Di certo, all'epoca delle persecuzioni contro i cristiani ordinate dal re persiano Sapore II, tra i compagni di martirio di Mar Simone bar Sabbae, catholicos della Chiesa d'Oriente, ci fu anche Giovanni, vescovo di Hormizd Ardashir.
Nel concilio convocato dal patriarca Isacco nel 410, la diocesi di Hormizd Ardashir fu assegnata alla provincia ecclesiastica dell'arcidiocesi di Beth Lapat. Nel 420 il re Yazdgard I ordinò la distruzione degli edifici religiosi di Hormizd Ardashir e la messa a morte del vescovo Abda, assieme ad alcuni preti, diaconi e laici della città.
Nel corso della sua storia, due vescovi di Hormizd Ardashir divennero patriarchi della Chiesa d'Oriente: Paolo nel 537, e Michele di Kaskar nell'853. Quest'ultimo, già gravemente malato, morì pochi giorni dopo la sua elezione e spesso non è menzionato nei cataloghi dei patriarchi della Chiesa d'Oriente. Per l'accresciuta importanza economica e sociale della città, nell'848 il metropolita Teodosio di Beth Lapat decise di trasferire la sede metropolitana a Hormizd Ardashir, tentativo fallito per l'opposizione della comunità cristiana e dei monaci di Beth Lapat.
L'ultimo prelato conosciuto è Emmanuele che, prima di essere trasferito a Beth Lapat, era vescovo di Hormizd Ardashir. Dopo di lui non sono noti altri vescovi ed è sconosciuto il periodo della scomparsa della sede episcopale.
Nel corso del XX secolo la Chiesa cattolica caldea ha restaurato la sede di Ahwaz, di effimera istituzione.

## Cronotassi dei vescovi
- San Giovanni I † (menzionato nel 341)
- Giovanni II † (menzionato nel 410)
- Sant'Abda † (? - 420 deceduto)[5]
- Batai † (prima del 410 - dopo il 424)[6]
- Batai † (menzionato nel 486)
- Sila † (menzionato nel 497)
- Buzaq † (prima del 520 circa - dopo il 524)
- Paolo † (prima del 534 - 537 nominato patriarca della Chiesa d'Oriente)
- Sila † (prima del 544 - dopo il 554)
- Davide † (prima del 576 - dopo il 585)
- Pusai † (menzionato nel 605)
- Anonimo † (? - circa 650 deceduto)[7]
- Teodoro † (menzionato tra il 650 e il 659)
- Bar Sahdé † (menzionato tra il 799 e l'804)
- Michele di Kaskar † (circa 848 - 853 nominato patriarca della Chiesa d'Oriente)
- Simone † (menzionato nel 900)
- Emmanuele † (? - prima del 1012 nominato metropolita di Beth Lapat)